# Fernando Giacobo
Fernando Lucio Giacobo (Pato Branco, 17 de dezembro de 1970) é um empresário e político brasileiro filiado ao Partido Liberal (PL).
É formado em Tecnologia em Gestão de Recursos Humanos pela UNIP.
Teve o PPS como primeiro partido político. Em 2003 filiou-se ao Partido Liberal (PL), que passou a se chamar Partido da República (PR), onde está filiado atualmente.
Como histórico de sua carreira política consta; 4 vezes eleito como Deputado Federal (2003-2007, 2007-2011, 2011-2015, 2015-2019) pelo Partido da República (PR). É também presidente do partido no Paraná.
Já ocupou dois cargos na Mesa Diretora da Câmara dos Deputados. Foi 2º vice-presidente no biênio 2015-2017 e 1º secretário no biênio 2017-2019.
Foi o 2º vice-presidedos no biênio 2015-2017 e 1º secretárno biênio 20 2-2019017.
Consta também em seu histórico político a votação em 17 de abril de 2016 pela abertura do processo de impeachment de Dilma Rousseff. Já durante o Governo Michel Temer, votou a favor da PEC do Teto dos Gastos Públicos. Em abril de 2017 foi favorável à Reforma Trabalhista.
Em agosto de 2017 votou pelo arquivamento da denúncia de corrupção passiva do presidente Michel Temer. Ele também ficou conhecido por ganhar 12 vezes na loteria em 40 dias.